# الهاشمية (العراق)
مدينة الهاشمية هي مدينة عراقية ومركز قضاء تتبع إداريا إلى محافظة بابل في منطقة الفرات الأوسط على نهر الفرات على بُعد 130 كم جنوب بغداد،ويبلغ عدد سكانها بحسب إحصاء عام 2013 نحو 60 الف نسمة. يعمل سكانها بالدرجة الأساس بالوظائف الحكومية كونها مركز قضاء يتبعه إداريا نواحي عديدة، وتعتبر المنطقة بصورة عامة ذات طبيعة جميلة وأراض زراعية وبساتين، وتأخذ مدينة الهاشمية طابعاً عشائريا بصورة عامة يسكنها خليط من أبناء عشائر متنوعة.

## المستوى الثقافي
تحتوي الهاشمية على كم من المثقفين والفنانين والكتاب والشعراء
منهم النحات العراقي المعروف عامر خليل الذي عرف بأمتيازه في المعارض الكبيرة التي شارك بها على المستوى الوطني والدولي وفيها كم من الشعراء الذين تميزو على مستوى المحافظة وعلى مستوى العراق ومنهم
الشاعر بهاء عبيد .